# Viljormur Davidsen
Pour les articles homonymes, voir Davidsen.
Viljormur í Heiðunum Davidsen, dit Viljormur Davidsen, né le 19 juillet 1991 aux îles Féroé, est un footballeur international féroïen, qui évolue au poste de défenseur.

## Biographie

### Carrière internationale
Viljormur Davidsen compte 16 sélections avec l'équipe des îles Féroé depuis 2013,.
Il est convoqué pour la première fois en équipe des îles Féroé par le sélectionneur national Lars Olsen, pour un match amical contre la Thaïlande le 21 février 2013. Le match se solde par une défaite 2-0 des Féroïens.

## Palmarès
- Avec le Fyn Odense
  - Champion du Danemark de D3 en 2012

## Statistiques

### Statistiques en club
| Saison                | Club                  | Championnat           | Championnat | Championnat | Coupe(s) nationale(s) | Coupe(s) nationale(s) | Îles Féroé | Îles Féroé | Total | Total |
| Saison                | Club                  | Division              | M.          | B.          | M.                    | B.                    | M.         | B.         | M.    | B.    |
| 2010-2011             | Fyn Odense            | 1. Division           | 17          | 0           | -                     | -                     | -          | -          | 17    | 0     |
| 2011-2012             | Fyn Odense            | 2. Division           | -           | -           | -                     | -                     | -          | -          | 0     | 0     |
| 2012                  | NSÍ Runavík           | Effodeildin           | 3           | 0           | -                     | -                     | -          | -          | 3     | 0     |
| 2012                  | FK Jerv               | 2. Divisjon           | -           | -           | -                     | -                     | -          | -          | 0     | 0     |
| 2013                  | FK Jerv               | 3. Divisjon           | -           | -           | -                     | -                     | 1          | 0          | 1     | 0     |
| 2013                  | FC Fredericia         | 1. Division           | 7           | 0           | -                     | -                     | 1          | 0          | 8     | 0     |
| 2013-2014             | Vejle BK              | 1. Division           | 26          | 1           | 3                     | 0                     | 6          | 0          | 35    | 1     |
| 2014-2015             | Vejle BK              | 1. Division           | 20          | 4           | -                     | -                     | 5          | 0          | 25    | 4     |
| 2015-2016             | Vejle BK              | 1. Division           | 14          | 0           | -                     | -                     | 2          | 0          | 16    | 0     |
| 2016-2017             | Vejle BK              | 1. Division           | 9           | 0           | -                     | -                     | 1          | 0          | 10    | 0     |
| Total sur la carrière | Total sur la carrière | Total sur la carrière | 96          | 5           | 3                     | 0                     | 16         | 0          | 115   | 5     |